# Carol Potter
Carol Potter (Nueva York, 21 de mayo de 1948) es una actriz estadounidense, principalmente conocida por su papel de Cindy Walsh en la serie Beverly Hills, 90210 en la que participó regularmente entre 1990 y 1995.

## Biografía
Estudió en la escuela secundaria de Tenafly, Nueva Jersey, y posteriormente continuó sus estudios en Radcliffe College donde se graduó en 1970 en Sicología.
Su interés por el arte y el teatro la llevaron a participar en 1977 en obras de Broadway para luego participar en su primera serie de TV, One Life to Live, en 1979. En 1981 ingresa al elenco de Today's F.B.I..
Tras otros papeles en diversas series, en 1990 es seleccionada para interpretar a Cindy Walsh, donde representa a la madre de dos adolescentes gemelos: Brenda y Brandon, quienes deben trasladarse desde Minnesota hasta Beverly Hills debido a un cambio de trabajo de Jim, padre de esta familia.